# Filmstaden Täby
Filmstaden Täby är en biograf i Täby centrum i Täby kommun cirka 15 km norr om centrala Stockholm, ägd av SF Bio. Den har fem salonger med totalt 516 platser och invigdes den 29 november 2013.

## Historik
När Täby centrum öppnades i slutet av 1960-talet invigdes en singelbiograf som fick namnet "Camera". Vid centrumutbyggnaden år 1991 ersattes denna med en multibio med två salonger. Namnet ändrades då till Filmstaden Camera. Biografen byggdes ut 1997 till fyra salonger. Salong ett, som var den största salongen med 163 platser på tretton rader, var bland annat utrustad med ljudsystemet DTS. Vid nästa stora utbyggnad av centrumanläggningen 2013 flyttades biografen till ett nytt läge och fick då i likhet med de andra mutibiograferna i SF:s koncept Filmstaden ett namn med geografisk anknytning, Filmstaden Täby